# Kalanchoe linearifolia
Kalanchoe linearifolia là một loài thực vật có hoa trong họ Crassulaceae. Loài này được Drake miêu tả khoa học đầu tiên năm 1903.